# Soja Anatoljewna Kosmodemjanskaja

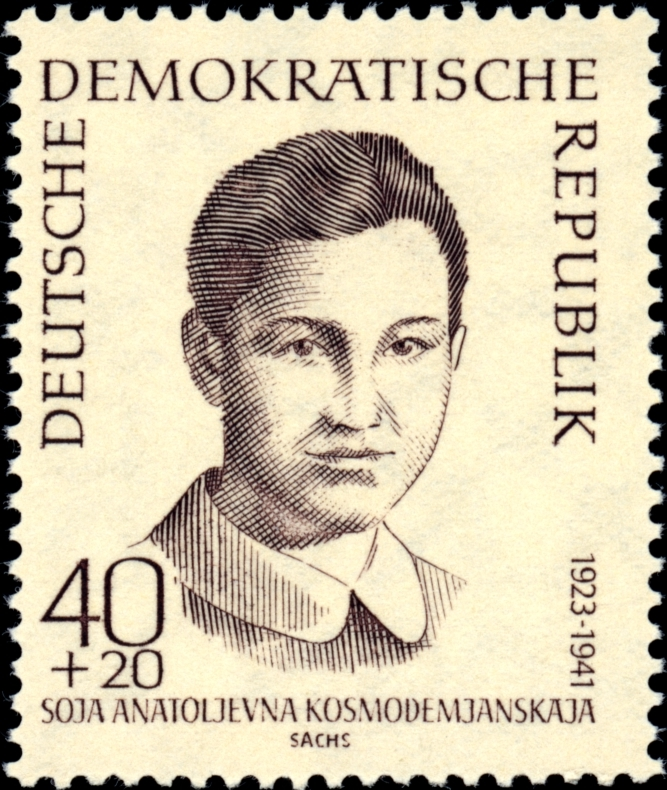
Kosmodemjanskaja auf einer Briefmarke der Deutschen Post der DDR (1962)

Soja Anatoljewna Kosmodemjanskaja (russisch Зо́я Анато́льевна Космодемья́нская; * 13. September 1923 in Ossino-Gai, Gouvernement Tambow; † 29. November 1941 in Petrischtschewo, Oblast Moskau) war eine sowjetische Partisanin im Zweiten Weltkrieg und Heldin der Sowjetunion. Ab 1942 wurde sie zu einer Art Ikone des sowjetischen Widerstandes gegen die deutschen Invasoren.

## Einsatz, Gefangennahme und Hinrichtung
Seit 1938 gehörte Soja Kosmodemjanskaja der kommunistischen Jugendorganisation Komsomol an. Ende Oktober 1941 meldete sie sich von einer Moskauer Oberschule freiwillig zum Dienst in einer Partisaneneinheit.
Kosmodemjanskaja wurde in den Partisanen-Truppenteil Nr. 9903 des Stabes der Westfront aufgenommen, dessen Hauptaufgabe darin bestand, Sabotageakte zu verüben, insbesondere deutsche Unterkünfte hinter der Frontlinie zu zerstören.
Anfang November 1941 überschritt sie nach einer Kurzausbildung erstmals die deutschen Linien. Ihre Gruppe von elf Partisanen agierte erfolgreich in der Gegend von Schachowskaja und kehrte ohne Verluste zurück. Der zweite Einsatz, zusammen mit zwei Kameraden, Wassili Klubkow und Boris Krainow, ihrem Kommandeur, führte sie in der Nacht des 21. November über die Frontlinie im Raum Naro-Fominsk. Die Partisanen sollten Häuser im Dorf Petrischtschewo bei Wereja anzünden, in denen Deutsche Quartier bezogen hatten. Kosmodemjanskaja bekam den südlichen Teil des Dorfes zugeteilt und erledigte wie ihr Kommandeur diese Aufgabe. Vermutlich war es ihr Auftrag, den Pferdestall des Dorfes anzuzünden. Die Deutschen verloren 20 Pferde.
Die Deutschen organisierten daraufhin unter den Dorfbewohnern eine Wache, um weitere Anschläge zu verhindern. Am Abend des 27. November wurde Kosmodemjanskaja bei dem Versuch, eine Scheune in Brand zu stecken, vom Hausherrn Semjon Siridow entdeckt. Er holte Deutsche herbei, die sie festnahmen. Zuvor war schon Klubkow festgenommen worden, der Kosmodemjanskaja zu diesem Zeitpunkt bereits verraten hatte. Er erhoffte sich, dadurch dem Todesurteil zu entgehen. Klubkow war bis 1945 in deutscher Kriegsgefangenschaft, wurde von den Amerikanern im Juli 1945 der Sowjetunion übergeben und noch im selben Jahr hingerichtet. Über das Schicksal von Krainow ist nichts bekannt. Vermutlich wurde auch er am 29. November 1941 in Petrischtschewo gehängt.
Kosmodemjanskaja wurde durch Angehörige der 197. Infanterie-Division verhört und gefoltert, gab jedoch keine Informationen heraus, außer dem Decknamen „Tanja“ (angelehnt an die Heldin des Russischen Bürgerkriegs Tatjana Grigoriewna Solomacha, die Kosmodemjanskaja als ihr Vorbild sah). Mit einem Schild um den Hals, auf dem zweisprachig „Brandstifterin“ stand, wurde sie am 29. November 1941 um 10:30 Uhr auf den Dorfplatz von Petrischtschewo geführt und hingerichtet.
Aus Abschreckungsgründen wurde die Leiche Kosmodemjanskajas wie häufig noch längere Zeit liegen gelassen, erst um die Weihnachtszeit beerdigte man sie. Bis dahin lag ihr halbbekleideter Leichnam auf Anordnung der Deutschen zur Abschreckung auf dem Dorfplatz, wo er geschändet wurde.

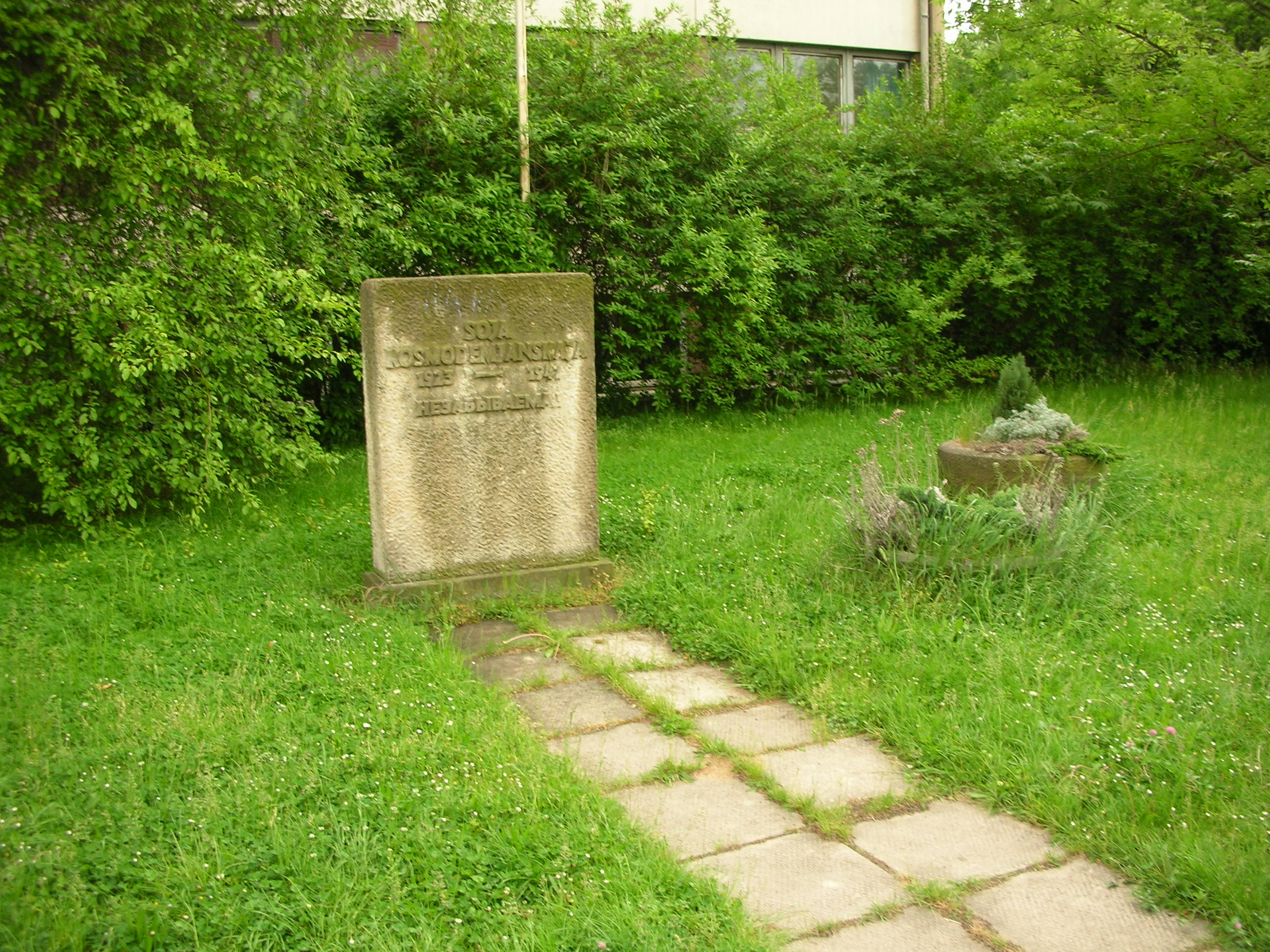
Gedenkstein in Dresden vor der 46. Oberschule

## Andenken
- Im Jahr 1943 schuf der russisch-sowjetische Bildhauer Matwei Maniser ein Ehrenmal und erhielt dafür den Stalinpreis Erster Klasse.
- In Sankt Petersburg, Tambow, Dorochowo und Petrischtschewo wurden ihr Denkmäler gesetzt, auch in der 1944 erbauten Moskauer U-Bahn-Station Partisanskaja wurde eine Skulptur von Soja Kosmodemjanskaja aufgestellt.
- 1944 drehte Leo Arnstam einen Film (Soja) über ihr Leben. 2020 kam ein neuer gleichnamiger Film  Soja heraus. Anastasija Mischina spielte diesmal die Rolle von Kosmodemjanskaja.[3]
- Der Asteroid (1793) Zoya wurde nach ihr benannt.
- Ihre Mutter, Ljubow Timofejewna Kosmodemjanskaja, schrieb zur Erinnerung an ihre beiden Kinder Soja und Schura (der als Soldat ebenfalls im Großen Vaterländischen Krieg fiel) das Buch Die Geschichte von Soja und Schura.
- In der DDR waren zahlreiche Polytechnische Oberschulen (POS) nach ihr benannt, so z. B. die 2. POS in Templin, eine POS in Rotterode (Thüringen), die 46. POS in Dresden, die 15. POS in Berlin-Prenzlauer Berg, die 27. POS in Berlin-Lichtenberg, die 7. POS in Forst, die 2. POS in Pasewalk und das heutige Julius-Mosen Gymnasium in Oelsnitz/Vogtl.
- Das Pionierferienlager auf dem Hainfeld in Stolberg (Harz) hieß so.
- Das Panzerregiment 22 der 9. Panzerdivision der Nationalen Volksarmee führte ihren Namen.
- Die Grundorganisation der Pionierorganisation Ernst Thälmann der Juri-Gagarin-Oberschule mit erweitertem Russischunterricht in Brandenburg an der Havel führte ihren Namen.

2008 veröffentlichte die Komsomolskaja Prawda Meinungen von Prominenten über eine Initiative zur Heiligsprechung der russischen Nationalheldin.